# سرای‌دوزو
سرای‌دوزو (به ترکی استانبولی: Saraydüzü) یک منطقهٔ مسکونی در ترکیه است که در استان سینوپ واقع شده‌است.